# Alona Szamotina
Alona Szamotina (ur. 27 grudnia 1995) – ukraińska lekkoatletka specjalizująca się w rzucie młotem.
W 2011 zajęła 8. miejsce na mistrzostwach świata juniorów młodszych oraz zdobyła srebro olimpijskiego festiwalu młodzieży Europy. Piąta zawodniczka juniorskich mistrzostw Europy w Rieti (2013). W 2014 została mistrzynią świata juniorek. Uczestniczka mistrzostw Europy w Amsterdamie (2016). Rok później została w Bydgoszczy młodzieżową mistrzynią Europy.
Medalistka mistrzostw Ukrainy oraz reprezentantka kraju w meczach międzypaństwowych i pucharze Europy w rzutach.
Rekord życiowy: 72,37 (30 czerwca 2017, Kijów).

## Osiągnięcia
| Rok  | Impreza                                 | Miejsce               | Lokata            | Wynik |
| ---- | --------------------------------------- | --------------------- | ----------------- | ----- |
| 2011 | Mistrzostwa świata juniorów młodszych   | Lille Metropole       | 8. miejsce        | 53,87 |
| 2011 | Olimpijski festiwal młodzieży Europy    | Trabzon               | 2. miejsce        | 59,23 |
| 2013 | Zimowy puchar Europy w rzutach          | Castellón de la Plana | 2. miejsce (U-23) | 64,50 |
| 2013 | Mistrzostwa Europy juniorów             | Rieti                 | 5. miejsce        | 62,22 |
| 2014 | Zimowy puchar Europy w rzutach          | Leiria                | 2. miejsce (U-23) | 67,87 |
| 2014 | Mistrzostwa świata juniorów             | Eugene                | 1. miejsce        | 66,05 |
| 2015 | Zimowy puchar Europy w rzutach          | Leiria                | 2. miejsce (U-23) | 68,96 |
| 2015 | Młodzieżowe mistrzostwa Europy          | Tallinn               | 9. miejsce        | 61,82 |
| 2016 | Mistrzostwa Europy                      | Amsterdam             | el. – 19. miejsce | 65,69 |
| 2017 | Puchar Europy w rzutach                 | Las Palmas            | 3. miejsce (U-23) | 66,31 |
| 2017 | Superliga drużynowych mistrzostw Europy | Lille                 | 3. miejsce        | 70,02 |
| 2017 | Młodzieżowe mistrzostwa Europy          | Bydgoszcz             | 1. miejsce        | 67,46 |
| 2017 | Mistrzostwa świata                      | Londyn                | el. – 25. miejsce | 64,88 |
| 2018 | Puchar Europy w rzutach                 | Leiria                | 9. miejsce        | 65,81 |
| 2018 | Mistrzostwa Europy                      | Berlin                | el. – 27. miejsce | 61,66 |
| 2019 | Mistrzostwa świata                      | Doha                  | el. – 24. miejsce | 67,30 |